# Растрелли, Джузеппе
Джузеппе (Йозеф, Джозеффо) Растрелли (13 апреля 1799, Дрезден — 15 ноября 1842, там же) — германский композитор, скрипач и дирижёр, сын Винченцо Растрелли.
Шестилетним ребенком с успехом выступал как скрипач в концерте в Москве. Игру на скрипке изучал у Франца Полланда, теорию музыки — у органиста Фидлера. В 1814 году отправился с родителями в Италию, где изучал контрапункт у падре Маттеи. В 1816 году написал свою первую оперу, имевшую успех, и в 1817 году прибыл в Дрезден, где за три года до этого уже выступал с успехом как скрипач. После написания там ещё несколько опер в 1823 году саксонский курфюрст оплатил ему образовательную поездку в Италию. Вернувшись в Дрезден, стал камермузикером, в 1828 году за свои псалмы был удостоен золотой шпоры, в 1829 году был назначен корепетитором Гофтеатра, а в 1830 году стал наряду с Франческо Морлакки (1784—1841) и Карлом Готтлибом Райсзигером музикдиректором католической придворной музыки в Дрездене. Скончался от грудной болезни.
Написал несколько опер («Distruzione di Gerusalem», «La Chiava Circassa», «Amina», «Salvator Rosa», «Berthe de Bretagne»), балет «Der Raub Zetulbeus», музыку к трагедии «Макбет», 3 мессы, 3 вечерни, мотеты и другие произведения.